# Батна (вілаєт)
Батна (араб. ولاية باتنة) — вілаєт Алжиру. Адміністративний центр — м. Батна. Площа — 12 192 км². Населення — 1 128 030 осіб (2008).

## Географічне положення
На півночі межує з вілаєтами Сетіф, Міла та Ум-ель-Буакі, на сході — з вілаєтом Хеншела, на півдні — з вілаєтом Біскра, на заході — з вілаєтом Мсіла.

## Адміністративний поділ
Поділяється на 21 округ та 61 муніципалітет.
| Алжир | Це незавершена стаття з географії Алжиру. Ви можете допомогти проєкту, виправивши або дописавши її. |